# Vendaval (telenovela)
Vendaval fue una telenovela colombiana producida por R.T.I. en 1974. La trama gira en torno a la controvertida tragedia por la masacre de las bananeras magdalenenses, caracterizando a la telenovela por sus crudas escenas.

## Elenco
| - Álvaro Ruiz - Ugo Armando - Julio Cesar Luna - Alicia de Rojas - Silvio Angel - Amparo Grisales - Guillermo Piedrahíta - Carmen de Lugo - María Eugenia Dávila - Mario García - Hugo Nelson - Luis Fernando Orozco - Amparo Moreno - Karina Laverde - Elisa de Montojo - Nayibe - Franky Linero - Gonzalo Ayala - Lucero Galindo - Chela Arias - Carlos Barbosa - Alfredo Gonzalez - Ronald Ayazo - Saúl Valencia - Luis E. Pachon - Alfonso Baudrand de la Fuente |